# Klassiek Frans
Met klassiek Frans wordt een speciaal soort geschreven Frans bedoeld dat tussen het eind van de Renaissance en het begin van de 18e eeuw werd gebruikt door een groot aantal Franse schrijvers. Deze taal staat zowel qua woordenschat als qua grammatica veel dichter bij het moderne Frans dan het Oudfrans en Middelfrans. In feite kan het klassieke Frans worden gezien als het eerste stadium van het moderne Frans.
Op basis van het klassieke Frans zijn in de periode van het classicisme ook de eerste Franse normatieve grammatica's opgesteld, met name door Malherbe en Boileau. Dit gebeurde omdat er behoefte was aan een duidelijke taal die als norm dienst kon doen.
Een van de dingen die het klassieke Frans kenmerken is het veelvuldig gebruik van vaste combinaties van een werkwoord en een voorzetsel met een specifieke betekenis, zoals commencer par ("beginnen met"). Dit werd nog niet gedaan in eerdere fasen van het Frans.